# Markus Wolf (Politiker)
Markus Wolf (* 4. August 1980 in Bad Dürkheim) ist ein deutscher Politiker der CDU. Er ist seit 2021 Abgeordneter des rheinland-pfälzischen Landtags.

## Leben und Beruf
Wolf wuchs in Ungstein als Sohn eines Winzerehepaares auf. Er studierte Politikwissenschaften und arbeitete danach bei einem Dienstleistungsunternehmen zur Gewinnung von Führungspersonal im Schwarzwald. Seit einigen Jahren arbeitet er im Weingut seiner Schwiegereltern in Leistadt.
Mit seiner Frau und seiner Tochter wohnt Wolf in Bad Dürkheim.

## Politik
Seit 2004 gehört Wolf sowohl dem Dürkheimer Stadtrat als auch dem Kreistag des Landkreises Bad Dürkheim an, in beiden Parlamenten bekleidet er seit 2019 den Fraktionsvorsitz der CDU. Daneben ist er Vorsitzender des CDU-Kreisverbandes Bad Dürkheim.
Bei der Landtagswahl 2021 gewann er das Direktmandat im Wahlkreis Bad Dürkheim und zog so in den Landtag ein. Seit Dezember 2024 ist er stellvertretender Vorsitzender der CDU-Fraktion im Landtag.